# (19016) 2000 RY78
(19016) 2000 RY78 est un astéroïde de la ceinture principale d'astéroïdes découvert en 2000.

## Description
(19016) 2000 RY78 a été découvert le 11 septembre 2000 à l'observatoire de Črni Vrh, situé dans l'ouest de la Slovénie, par l'Observatoire de Črni Vrh.

### Caractéristiques orbitales
L'orbite de cet astéroïde est caractérisée par un demi-grand axe de 2,74 UA, un périhélie de 2,54 UA, une excentricité de 0,07 et une inclinaison de 10,79° par rapport à l'écliptique. Du fait de ces caractéristiques, à savoir un demi-grand axe compris entre 2 et 3,2 UA et un périhélie supérieur à 1,666 UA, il est classé, selon la JPL Small-Body Database, comme objet de la ceinture principale d'astéroïdes.

### Caractéristiques physiques
(19016) 2000 RY78 a une magnitude absolue (H) de 13,8 et un albédo estimé à 0,301.